# Itaituba
Itaituba – miasto i gmina w Brazylii, w stanie Pará. Znajduje się w mezoregionie Sudoeste Paraense i mikroregionie Itaituba.
W mieście rozwinął się przemysł spożywczy oraz drzewny.